# Davy Jones (artiste)
Pour les articles homonymes, voir Jones et Davy Jones.
Davy Jones, né le 30 décembre 1945 à Openshaw (en), Manchester, et mort le 29 février 2012 à Stuart, en Floride, est un chanteur et acteur britannico-américain.
Considéré comme l'une des premières teen idols, il a notamment fait partie du groupe The Monkees.

## Biographie

### Jeunesse et début de carrière
Davy Jones naît le 30 décembre 1945 à Manchester. À l'âge de onze ans, il apparaît dans le soap opera britannique Coronation Street, puis dans la série policière de la BBC Z-Cars. Il quitte l'école secondaire en décembre 1961 pour devenir apprenti jockey à Newmarket,, mais son entraîneur Basil Foster l'encourage à reprendre sa carrière d'acteur et le met en contact avec un agent théâtral. Davy Jones décroche le rôle du Renard (The Artful Dodger) dans la comédie musicale Oliver!, présentée dans le West End puis à Broadway en 1964. Jones est nommé aux Tony Awards. Il est invité dans The Ed Sullivan Show et est témoin de la première prestation télévisée des Beatles aux États-Unis. L'acteur apparaît dans des séries télévisées américaines et sort un premier single en solo, intitulé What Are We Going to Do?, qui se classe dans le Billboard Hot 100 en août 1965,.

### The Monkees
Davy Jones prend part à une audition organisée par NBC, qui recherche de jeunes acteurs pour un show télévisé mettant en scène un groupe pop. Il est retenu, ainsi que Michael Nesmith, Peter Tork et Micky Dolenz. La série, baptisée The Monkees, est diffusée à partir de septembre 1966.

### David Bowie
Un jeune chanteur britannique, David Robert Jones, se fera connaitre en Angleterre à la même époque et pour éviter toute confusion avec le chanteur des Monkees, modifie son nom pour devenir David Bowie. 

## Discographie
- 1965 : David Jones
- 1971 : Davy Jones
- 1976 : Christmas Jones
- 1986 : Incredible
- 2001 : Just Me
- 2004 : Just Me 2
- 2009 : She

## Filmographie

### Télévision
- 1961 : Coronation Street
- 1962 : Z-Cars
- 1966-1968 : The Monkees
- 1979 : Horse in the House
- 1997 : Sabrina, l'apprentie sorcière (Sabrina, the Teenage Witch), saison 2, épisode 4 : lui-même

### Cinéma
- 1968 : Head : Davy
- 1995 : La Tribu Brady (The Brady Bunch Movie)